# Dadasaheb Phalke Award
Der Dadasaheb Phalke Award ist ein Filmpreis der indischen Regierung. Er wird jährlich an einen indischen Filmschaffenden für dessen Lebenswerk verliehen und ist die höchste Ehrung, die einem Filmschaffenden in Indien zuteilwerden kann. Der Preis ist nach dem Vater des indischen Films Dhundiraj Govind Phalke benannt und wurde 1970, im Jahr seines 100. Geburtstags, erstmals verliehen. Die Bekanntgabe der Preisträger und die Verleihung erfolgen zusammen mit den National Film Awards für das jeweilige Vorjahr.

## Liste der Preisträger
| Jahr | Preisträger           | Tätigkeit                                       |
| ---- | --------------------- | ----------------------------------------------- |
| 1969 | Devika Rani           | Schauspielerin                                  |
| 1970 | Birendra Nath Sircar  | Produzent                                       |
| 1971 | Prithviraj Kapoor     | Schauspieler                                    |
| 1972 | Pankaj Mullick        | Komponist                                       |
| 1973 | Sulochana             | Schauspielerin                                  |
| 1974 | B. Narasimha Reddi    | Regisseur, Produzent                            |
| 1975 | Dhirendranath Ganguly | Regisseur, Schauspieler                         |
| 1976 | Kanan Devi            | Schauspielerin, Sängerin                        |
| 1977 | Nitin Bose            | Regisseur                                       |
| 1978 | Rai Chand Boral       | Komponist                                       |
| 1979 | Sohrab Modi           | Regisseur                                       |
| 1980 | P. Jairaj             | Schauspieler                                    |
| 1981 | Naushad Ali           | Komponist                                       |
| 1982 | L. V. Prasad          | Regisseur, Produzent, Schauspieler              |
| 1983 | Durga Khote           | Schauspielerin                                  |
| 1984 | Satyajit Ray          | Regisseur                                       |
| 1985 | V. Shantaram          | Regisseur, Produzent, Schauspieler              |
| 1986 | B. Nagi Reddi         | Produzent                                       |
| 1987 | Raj Kapoor            | Schauspieler, Regisseur                         |
| 1988 | Ashok Kumar           | Schauspieler                                    |
| 1989 | Lata Mangeshkar       | Sängerin                                        |
| 1990 | A. Nageswara Rao      | Schauspieler                                    |
| 1991 | Bhalji Pendharkar     | Regisseur                                       |
| 1992 | Bhupen Hazarika       | Komponist, Sänger                               |
| 1993 | Majrooh Sultanpuri    | Liedtexter                                      |
| 1994 | Dilip Kumar           | Schauspieler                                    |
| 1995 | Rajkumar              | Schauspieler                                    |
| 1996 | Sivaji Ganesan        | Schauspieler                                    |
| 1997 | Pradeep               | Liedtexter                                      |
| 1998 | Baldev Raj Chopra     | Regisseur, Produzent                            |
| 1999 | Hrishikesh Mukherjee  | Regisseur                                       |
| 2000 | Asha Bhosle           | Sängerin                                        |
| 2001 | Yash Chopra           | Regisseur, Produzent                            |
| 2002 | Dev Anand             | Schauspieler, Regisseur, Produzent              |
| 2003 | Mrinal Sen            | Regisseur                                       |
| 2004 | Adoor Gopalakrishnan  | Regisseur                                       |
| 2005 | Shyam Benegal         | Regisseur                                       |
| 2006 | Tapan Sinha           | Regisseur                                       |
| 2007 | Manna Dey             | Sänger                                          |
| 2008 | V. K. Murthy          | Kameramann                                      |
| 2009 | D. Ramanaidu          | Produzent                                       |
| 2010 | K. Balachander        | Regisseur                                       |
| 2011 | Soumitra Chatterjee   | Schauspieler                                    |
| 2012 | Pran                  | Schauspieler                                    |
| 2013 | Gulzar                | Liedtexter, Drehbuchautor, Regisseur, Produzent |
| 2014 | Shashi Kapoor         | Schauspieler                                    |
| 2015 | Manoj Kumar           | Schauspieler, Regisseur                         |
| 2016 | K. Viswanath          | Regisseur                                       |
| 2017 | Vinod Khanna          | Schauspieler                                    |
| 2018 | Amitabh Bachchan      |                                                 |